# 北岡駅

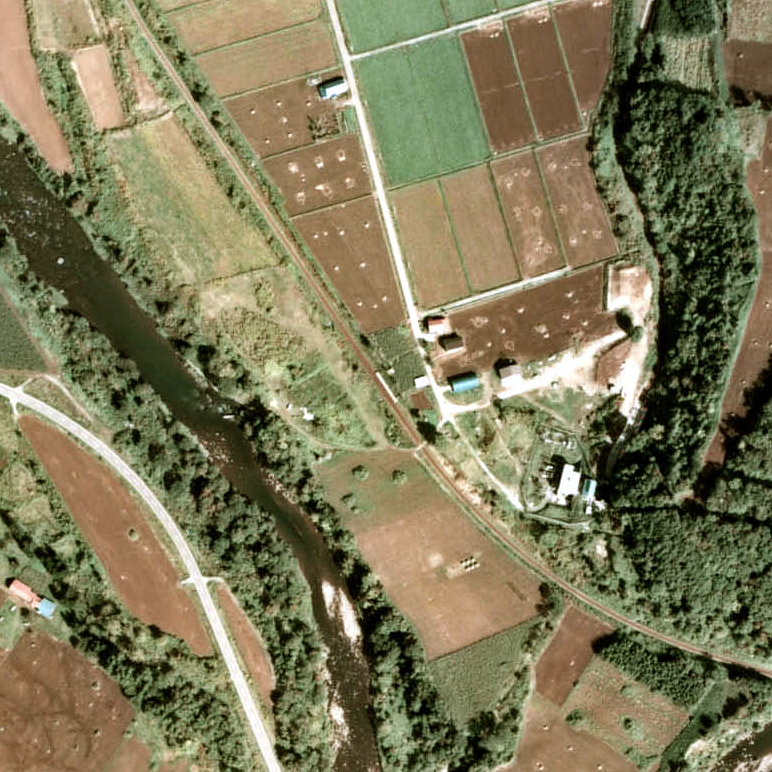
1976年の北岡駅と周囲約500m範囲。左上が倶知安方面。

北岡駅（きたおかえき）は、北海道（後志支庁）虻田郡京極町字北岡にかつて設置されていた、日本国有鉄道（国鉄）胆振線の駅（廃駅）である。事務管理コードは▲131916。

## 歴史
- 1960年（昭和35年）10月1日 - 国有鉄道胆振線の北岡駅として開業[4]。請願駅[5]。気動車の旅客のみ取り扱い[1]の駅員無配置駅[6]。
- 1986年（昭和61年）11月1日 - 胆振線の全線廃止に伴い、廃駅となる[2]。

### 駅名の由来
所在地名より。「京極の北にある高台」であることによる命名。

## 駅構造
廃止時点で、単式ホーム1面1線を有する地上駅であった。ホームは、線路の北東側（倶知安方面に向かって右手側）に存在した。転轍機を持たない棒線駅となっていた。
無人駅となっており、駅舎は無かったが出入口附近に待合所を有した。ホーム東側の出入口は階段となっていた。

## 利用状況
- 1981年度（昭和56年度）の1日当たりの乗降客数は8人[5]。

## 駅周辺
- 北海道道478号京極倶知安線[9]
- 寒別水力発電所 - 駅から徒歩3分[5]。
- 尻別川[9]
- 羊蹄山（蝦夷富士） - 駅から南西に約6km[5]。

## 駅跡
2001年（平成13年）時点ではビート畑の中に待合所のみが残存しており、2010年（平成22年）時点、2011年（平成23年）時点でも同様であった。線路跡は畑に編入されていた。待合所は物置として利用されており、附近の道路には踏切の跡が残っている。

## 隣の駅
日本国有鉄道
胆振線
京極駅 - 北岡駅 - 寒別駅